# كاريشما كابور
كاريشما كابور (بالإنجليزية: Karisma Kapoor)‏ (ولدت في 25 يونيو 1974) ممثلة هندية في مدينة مومباي في الهند، واحدة من الممثلات الأكثر شعبية والأعلى أجرًا في الهند. حصلت على العديد من الجوائز، بما في ذلك
جائزة الفيلم الوطني وأربع جوائز فيلم فير هي جائزة فيلمفير لأفضل ممثلة عن دورها في فيلم رجا هندوستاني (1997)، جائزة فيلمفير لأفضل ممثلة مساعدة عن دورها في فيلم ديل تو باجال هاي عام 1998، جائزة فيلمفير لأفضل ممثلة عن دورها في فيلم فيزا عام 2001، جائزة نقاد فيلم فير لأفضل ممثلة. عن دورها في فيلم زبیده عام 2002.

## نشأتها
ولدت ونشأت في عائلة فنية والدها هو راندير كابور وبابيتا كابور وهما الممثلين الشهيرين في السينما الهندية خلال فترة السبعينات والثمانينات .وأختها هي كارينا كابور.
بدأت كاريشما التمثيل في سن 17 وولعب أول فيلم لها في عام 1991، ثم ظهر في العديد من الأفلام التجارية. في عام 1996 حصل على الجائزة الأولى للعب في فيلم من أجمل أفلام كاريشما في أفلام مثل راجا الهندستاني وandaz apna apna مع عامر خان وDulhan hum lejayenge مع سلمان خان لكن ارقى فلم مع شاروخان وكان ضيف شرف.

## وصلات خارجية
- كاريشما كابور على موقع IMDb (الإنجليزية)
- كاريشما كابور على موقع ألو سيني (الفرنسية)
- كاريشما كابور على موقع أول موفي (الإنجليزية)
- كاريشما كابور على موقع إن إن دي بي (الإنجليزية)
- كاريشما كابور على موقع قاعدة بيانات الفيلم (الإنجليزية)
- كاريشما كابور على موقع كينوبويسك (الروسية)